# Melitaea viridescens
Melitaea viridescens är en fjärilsart som beskrevs av Hans Fruhstorfer 1917. Melitaea viridescens ingår i släktet Melitaea och familjen praktfjärilar. Inga underarter finns listade i Catalogue of Life.